# Norman Haire

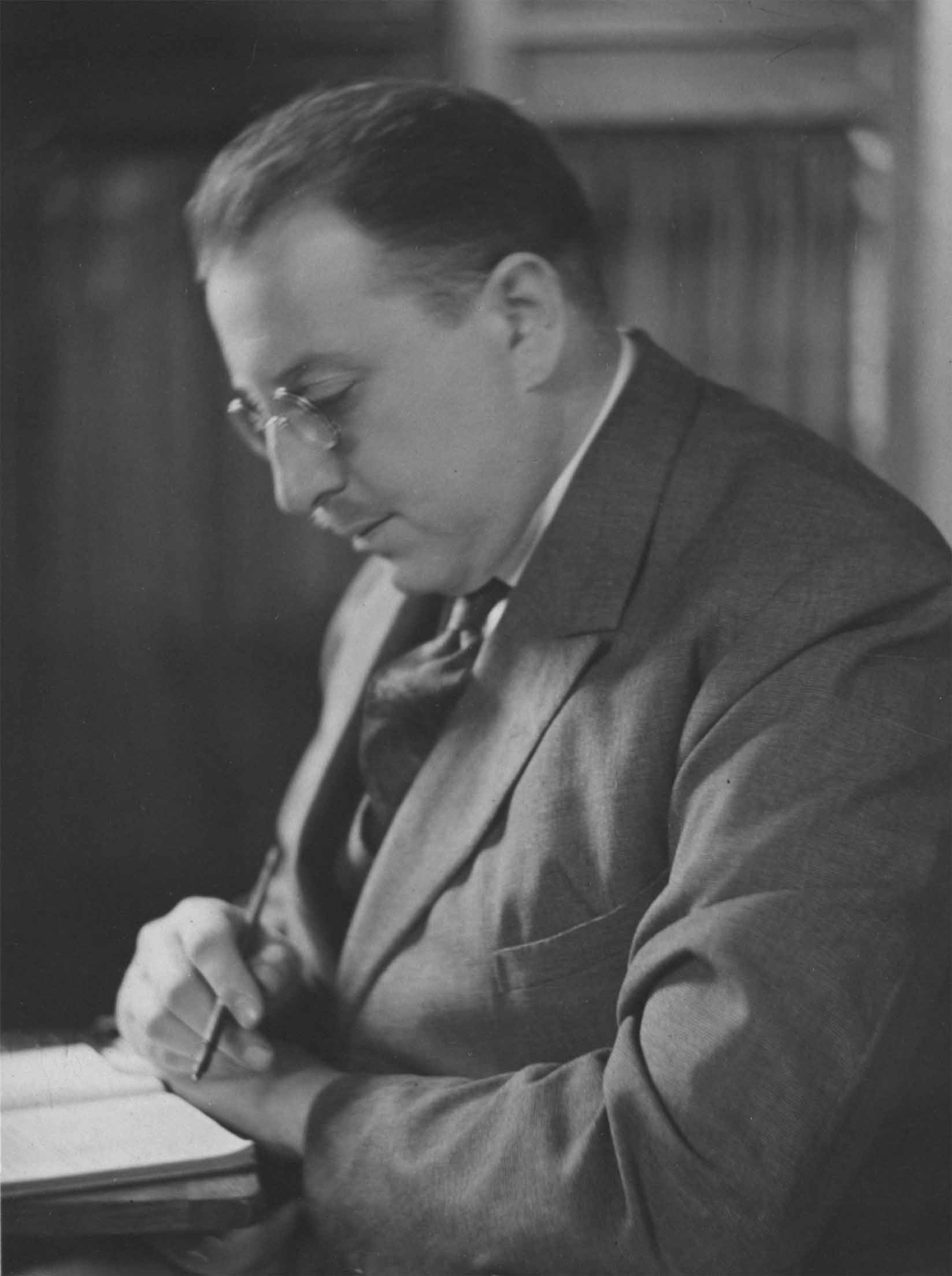
Norman Haire (1940er Jahre)

Norman Haire (* 21. Januar 1892 in Sydney; † 11. September 1952 in London) war ein australischer Arzt und Sexualreformer, der in Großbritannien wirkte.

## Leben
Norman Zions wuchs als elftes Kind in einer jüdischen Familie, die ihren Familiennamen Zając bei der Einwanderung nach Australien anglisiert hatte, in Sydneys Arbeiterviertel Paddington auf. Als er nach dem Studium der Medizin, das er 1915 an der Universität Sydney absolviert hatte, 1920 als Facharzt für Gynäkologie nach Großbritannien ging, änderte er seinen Namen in Norman Haire (hare = „Zając“ = „Hase“) , was der britische Kollege und Haires Vorbild, Havelock Ellis, der einen vornehmen Upperclass-Antisemitismus pflegte, ihm gleichwohl nicht nachsah. In London erhielt er eine Anstellung im von der Malthusian League eröffneten „Walworth Women's Welfare Centre“, das sich seinerzeit als erstes in Großbritannien um Empfängnisverhütung kümmerte, und eröffnete später selbst eine weitere Klinik in einem Londoner Slum, in der auch Sexualberatung durchgeführt wurde. Haire hielt öffentliche Vorträge über die Sexualität betreffende Fragen der Anatomie, Physiologie und der Hygiene. Zielgruppe waren Frauen und Männer der Arbeiterklasse, die die Vorträge nach Geschlechtern getrennt hören konnten.
Den gesellschaftlichen Aufstieg hatte er vollzogen, als er 1925 eine Privatpraxis in Londons Ärztestraße Harley Street eröffnen konnte. William Butler Yeats ließ sich dort 1934 nach der von Haire propagierten Methode von Eugen Steinach auffrischen und profitierte mindestens vom Placebo-Effekt der Verjüngungsoperation.
Auf Ellis’ Empfehlung hin wurde Haire in die von George Cecil Ives gegründete „British Society for the Study of Sex Psychology“ aufgenommen, einer getarnten Schwulenorganisation. Haire galt als homosexuell, es gibt aber von ihm selbst keine Äußerung hierzu.
1923 begann Haire den wissenschaftlichen Austausch mit Magnus Hirschfeld in Berlin, wozu er auch die deutsche Sprache erlernte.
Haire wurde zum Präsidiumsmitglied der  Weltliga für Sexualreform gewählt und organisierte 1929 deren dritten Kongress in London. Haire überarbeitete eine Reihe von sexualkundlichen Schriften und war ein erfolgreicher sexologischer Sachbuchautor, insbesondere mit der 1934 von Arthur Koestler aus dem Französischen adaptierten Encyclopaedia of sexual knowledge, und trug damit zur Verbreitung von Sexualwissen in den westlichen Staaten bei. Haire rückte allerdings in Fragen der Eugenik zeitlebens nicht von seiner Befürwortung der Zwangssterilisation ab.
Nach Ausbruch des Zweiten Weltkriegs floh Haire vor den deutschen Bomben auf London nach Australien, wo er mit seinen politischen Ansichten zur Bevölkerungspolitik auf Widerstand stieß, mit einer Sexkolumne in der Wochenzeitschrift Woman unter dem Pseudonym „Wykeham Terriss“ aber Erfolg hatte. 1946 war er wieder zurück in London. Haire war zuckerkrank und fettleibig, was möglicherweise zu seinem frühzeitigen Tod beitrug.
Haires Nachlass erhielt die University of Sydney Library.

## Schriften (Auswahl)
- Norman Haire; Eugen Steinach; Serge Voronoff: Rejuvenation, the work of Steinach, Voronoff, and others, London, G. Allen & Unwin Ltd. 1924
- Hymen, or the future of marriage., London, Paul, Trench, Trubner, 1927
- Encyclopaedia of sexual knowledge, London Aldor, 1934
- Magnus Hirschfeld; John Rodker; Norman Haire: Sex in human relationships, London Lane 1935
- Wykeham Terriss: Sex talks, Sydney : Vanguard Publications, 1946.

- Everyday sex problems, London, Muller, 1948
- Norman Haire; A. Graaf; F. Lehner: Geschlecht und Liebe heute : das Geschlechtsleben des modernen Menschen, München : List, 1965
- Vorläufiger Bericht über das Haire-Pessar und den intrauterinen Silberring, Wien, Elbemühl, 1931

## Zeitschriftenbeiträge (Auswahl)
In: Der sozialistische Arzt
- Die sexuelle Frage in England. 7. Jg. (1931), Heft 10 (Oktober), S. 276–278 Digitalisat